# Xenogryllus
Xenogryllus is een geslacht van rechtvleugeligen uit de familie krekels (Gryllidae). De wetenschappelijke naam van dit geslacht werd voor het eerst geldig gepubliceerd in 1890 door Bolívar.

## Soorten
Het geslacht Xenogryllus omvat de volgende soorten:
- Xenogryllus carmichaeli Chopard, 1928
- Xenogryllus eneopteroides Bolívar, 1890
- Xenogryllus maichauensis Gorochov, 1992
- Xenogryllus marmoratus Haan, 1842
- Xenogryllus transversus Walker, 1869
- Xenogryllus ululiu Gorochov, 1990